# Communauté de communes de Castelnaudary et du Bassin Lauragais
La communauté de communes de Castelnaudary et du Bassin Lauragais est une ancienne communauté de communes française, qui était située dans le département de l'Aude et la région Languedoc-Roussillon.

## Histoire
La communauté de communes de Castelnaudary et du Bassin Lauragais a été dissoute le 1er janvier 2013 et les 13 communes qui la composaient sont entrées dans la nouvelle communauté de communes de Castelnaudary Lauragais Audois.

## Composition
Elle regroupait 13 communes :
| Nom                   | Code Insee | Gentilé        | Superficie (km2) | Population (dernière pop. légale) | Densité (hab./km2) |
| --------------------- | ---------- | -------------- | ---------------- | --------------------------------- | ------------------ |
| Castelnaudary (siège) | 11076      | Chauriens      | 47,72            | 11 096 (2014)                     | 233                |
| Airoux                | 11002      | Airouxois      | 5,49             | 159 (2014)                        | 29                 |
| Fendeille             | 11138      | Fendeillais    | 7,17             | 579 (2014)                        | 81                 |
| Labastide-d'Anjou     | 11178      | Labastidiens   | 8,57             | 1 253 (2014)                      | 146                |
| Lasbordes             | 11192      | Lasbordais     | 14,74            | 799 (2014)                        | 54                 |
| Laurabuc              | 11195      | Laurabuciens   | 8,04             | 404 (2014)                        | 50                 |
| Mas-Saintes-Puelles   | 11225      | Massogiens     | 27,63            | 907 (2014)                        | 33                 |
| Mireval-Lauragais     | 11234      | Mirevaliens    | 10,32            | 155 (2014)                        | 15                 |
| Montferrand           | 11243      | Montferrandais | 17,93            | 533 (2014)                        | 30                 |
| Ricaud                | 11313      | Ricaudais      | 5,92             | 303 (2014)                        | 51                 |
| Saint-Martin-Lalande  | 11356      | Lalandais      | 12,65            | 1 110 (2014)                      | 88                 |
| Souilhanels           | 11382      | Souilhanelois  | 2,72             | 375 (2014)                        | 138                |
| Villeneuve-la-Comptal | 11430      | Villenoviens   | 15,10            | 1 232 (2014)                      | 82                 |